# Ståle Solbakken
Ståle Solbakken (Kongsvinger, Noruega, 27 de febrero de 1968) es un exfutbolista noruego, que se desempeñó como mediocampista y que militó en diversos clubes de Noruega, Dinamarca e Inglaterra. Actualmente es el seleccionador de Noruega.

## Carrera como futbolista

### Noruega
Solbakken, un centrocampista, comenzó su carrera en Noruega, jugando para su equipo local de la liga menor, el Grue IL.
Después de cinco temporadas en el Grue se trasladó en 1989 al HamKam, el entonces club de segunda división noruega. Fue el máximo goleador del club en la temporada de 1990, donde anotó 9 goles. La siguiente temporada marcó 14 goles para ayudar al club a la promoción a la primera división noruega. Después de evitar por poco el descenso de su equipo en su primera temporada en la primera división noruega , Solbakken formó en 1993 de la plantilla del HamKam que terminó quinto en 1993 -una posición que no han mejorado desde entonces-.
En 1994 se trasladó al Lillestrøm, donde terminó como subcampeón de la liga durante su primera temporada. Aunque el club terminó en cuarto lugar durante la siguiente campaña, las actuaciones de Solbakken le valieron para ganar el premio Kniksen como el centrocampista noruego de la temporada. Fue nombrado capitán del por Lillestrøm y ayudó al equipo a terminar de nuevo en segundo lugar en 1996 antes de cumplir una temporada final en 1997 para "los canarios". En total, tuvo 99 apariciones en liga con el club, anotando 34 goles.

### Wimbledon y la Premier League
En octubre de 1997, Solbakken se unió al club inglés Wimbledon F.C. que en aquel entonces disputaba la Premier League por 250,000£. En sus seis partidos de liga con el Wimbledon, Solbakken anotó un gol contra el West Ham United, y fue nombrado dos veces "hombre del partido", pero tuvo una disputa con el entrenador del equipo Joe Kinnear y fue expulsado de los entrenamientos del club poco después.

### Dinamarca
Fue vendido rápidamente al equipo danés Aalborg BK en marzo de 1998. Solbakken se convirtió en el capitán de Aalborg BK y guio al club hasta obtener la Superliga danesa de 1998-1999, así como hasta la final del torneo de la Copa de Dinamarca 1998-1999. Ganó el Premio al Jugador del Año de Dinamarca en el año 2000. En total, jugó 79 partidos y anotó 13 goles para el AaB en la Superliga danesa.
En el agosto de 2000, fichó por el Copenhague de la liga danesa. Solbakken se convirtió rápidamente en un jugador regular en el lateral y ayudó a empujarlos a la cima de la clasificación, pero no pudo completar la temporada después de sufrir un ataque al corazón en marzo de 2001. El club llegó a ganar el campeonato de Superliga 2001 y Solbakken un Segunda medalla de campeonato como jugador.

### Problemas de salud y retirada
Durante el entrenamiento, el 13 de marzo de 2001, Solbakken tuvo un ataque al corazón. Fue rápidamente atendido por el médico del club Frank Odgaard que encontró que su corazón había dejado de latir. Le pidió a un jugador que llamara a una ambulancia y les dijera que era crítico, mientras él continuaba administrando un masaje cardíaco. Al llegar la ambulancia, Solbakken fue declarado clínicamente muerto. De camino hacia el hospital en la ambulancia lo revivieron 12 minutos después de que sufriera la parada cardíaca.
Sobrevivió al episodio y ahora tiene instalado un marcapasos. El ataque al corazón fue el resultado de un defecto cardíaco previamente no detectado. Poco después, por consejo médico, anunció su retirada.

## Selección nacional
Ha sido internacional con la selección de fútbol de Noruega; donde jugó 58 partidos internacionales y anotó 9 goles para dicha selección. Incluso participó en una Copa del Mundo, fue en la edición de Francia 1998, donde llegó hasta octavos de final cuando quedó eliminada a manos de Italia, al caer por 1 a 0 en el Stade Vélodrome de Marsella. Dos años después de disputar la cita planetaria de Francia, Solbakken participó con su selección en la Eurocopa de Países Bajos y Bélgica 2000, donde el seleccionado noruego quedó eliminado en la primera fase.

## Carrera como entrenador

### Ham-Kam
En 2002, Solbakken regresó a Noruega y comenzó su carrera como entrenador en su antiguo club, el HamKam, situado en el segunda división. Tuvo gran éxito en el HamKam, ya que el club ganó la segunda división noruega y fue promovido a la primera división noruega "Tippeligaen". Su "resurrección" y el ascenso del HamKam le valieron el apodo de "Ståle Salvatore", a menudo citado en la prensa noruega desde entonces.
La próxima temporada, Solbakken logró que el HamKam llegara al quinto puesto en la temporada Tippeligaen 2004 y ganó el premio Kniksen de 2004 como entrenador noruego del año. A finales de 2005, Solbakken fue nombrado nuevo entrenador de otro de sus clubes anteriores, el FC Copenhague.

### FC Copenhague
En sus primeros años en el club, Solbakken guio al Copenhague a los campeonatos de la Superliga danesa de 2006 y 2007, así como al trofeo de la Liga Real de 2006. Logró el triunfo de Copenhague en la fase de grupos de la UEFA Champions League de 2006-07, tras vencer al Ajax en la fase de clasificación final el 23 de agosto de 2006. Copenhague terminó último en su grupo, aunque ganó por 1-0 frente al semi- finalista Manchester United.
Solbakken afirmó que el Manchester City estaba "destruyendo el fútbol" con sus "sumas increíbles" de dinero, en referencia a la oferta de Manchester City de más de 100 millones de libras esterlinas para firmar a Kaká. El Copenhague fue eliminado por el Manchester City en una eliminatoria que quedó con un saldo final de 3-4 para el City.
En mayo de 2009, Solbakken lideró al Copenhague hasta la consecución de la Copa de 2009 y del campeonato de Superliga 2009, el séptimo campeonato de la historia del club. El 3 de noviembre de 2009, se anunció que Solbakken no renovaría su contrato de Copenhague que terminó el 30 de junio de 2011. En cambio, aceptó una "letter of intent" o carta de intención para convertirse en seleccionador del equipo nacional noruego, ya fuera en enero de 2012 o después de la Eurocopa 2012, si Noruega se clasificaba. Sin embargo, en última instancia, este acuerdo no se concretó.

### 1. FC Colonia
El 15 de mayo de 2011 se anunció que Solbakken sería el entrenador del 1. FC Colonia de la Bundesliga. Solbakken había comprometido a tomar el trabajo de la selección nacional noruega en enero de 2012, pero el Köln compró su contrato por un pago de 400.000€.
Ganó su primer partido en el puesto obteniendo la copa DFB frente al SC Wiedenbrück, pero tardó cuatro partidos de liga en conseguir su primera victoria. En la pausa de invierno Köln estaba en el puesto 10, pero su fortaleza se desplomó en la segunda mitad de la campaña y cayeron en una batalla por impedir el descenso.
Solbakken fue destituido por el Köln el 12 de abril de 2012 después de una derrota 0-4 frente al Mainz, con el equipo en el puesto 16. Fue sustituido por el exentrenador Frank Schaefer quien estuvo al frente del equipo los últimos cuatro partidos de la temporada durante los cuales el club cayó al 17.º lugar y por lo tanto descendió de categoría.

### Wolverhampton Wanderers
El 11 de mayo de 2012, el club inglés Wolverhampton Wanderers anunció que Solbakken se convertiría en su nuevo mánager. Solbakken comenzó su etapa como entrenador de los "Wolves" lobos con el club en la segunda división inglesa, la Football League Championship. Su primer partido oficial en el cargo era un encuentro en la League Cup contra el Aldershot, que ganó en los penaltis.
Solbakken no pudo detener la caída del club la cual le había llevado al descenso a segunda, y pese a haber llevado al club hasta el tercer puesto, cayeron hasta el puesto 18 en la segunda mitad de temporada. Fue despedido el 5 de enero de 2013 después de la eliminación en la FA Cup frente al Luton Town, la cual fue su cuarta derrota consecutiva.

### Regreso a Copenhague
El 21 de agosto de 2013 Solbakken regresó como entrenador del Copenhague, dos años después de su salida. Solbakken tuvo un reinado de siete años en Copenhague en el que ganó tres campeonatos en 2016, 2017 y 2019. Sin embargo, debido a un mal comienzo de la Superliga danesa 2020-21, malos resultados domésticos durante 2020 y la falta de clasificarse para la fase de grupos de la UEFA Europa League 2020-21, Solbakken fue despedido como entrenador el 10 de octubre de 2020.
Por sus dos mandatos en Copenhague, Solbakken recibió el título de 'Mayor entrenador en la historia de la Superliga' por un jurado de 38 expertos en la Superliga danesa, incluido el ex entrenador nacional danés Morten Olsen y el exjugador de fútbol Rasmus Würtz, quien está acreditado con la mayoría de los partidos de Superliga jugados hasta la fecha con 452 encuentros.

### Selección de Noruega
El 3 de diciembre de 2020, Solbakken se convirtió en el entrenador de Noruega con un contrato de cuatro años, luego de la renuncia de Lars Lagerbäck.

## Clubes

### Como jugador
| Club          | País       | Año         |
| ------------- | ---------- | ----------- |
| HamKam        | Noruega    | 1989 - 1994 |
| Lillestrøm SK | Noruega    | 1994 - 1997 |
| Wimbledon     | Inglaterra | 1997 - 1998 |
| Aalborg       | Dinamarca  | 1998 - 2000 |
| FC Copenhague | Dinamarca  | 2000 - 2001 |

### Como entrenador
| Club                    | País       | Año       | PJ  | PG  | PE  | PP  | Efectividad |
| ----------------------- | ---------- | --------- | --- | --- | --- | --- | ----------- |
| HamKam                  | Noruega    | 2002-2005 | 82  | 37  | 21  | 24  | 53.66%      |
| Copenhague              | Dinamarca  | 2005-2011 | 252 | 153 | 47  | 52  | 66.93%      |
| Colonia                 | Alemania   | 2011-2012 | 32  | 9   | 5   | 18  | 33.34%      |
| Wolverhampton Wanderers | Inglaterra | 2012-2013 | 30  | 10  | 5   | 15  | 38.89%      |
| Copenhague              | Dinamarca  | 2013-2020 | 357 | 203 | 77  | 77  | 64.05%      |
| Selección de Noruega    | Noruega    | 2020-Act. | 46  | 26  | 9   | 11  | 63.04%      |
| Total                   | Total      | Total     | 799 | 438 | 164 | 197 | 61.66%      |